# Lophomyrtus obcordata
Lophomyrtus obcordata là một loài thực vật có hoa trong Họ Đào kim nương. Loài này được (Raoul) Burret mô tả khoa học đầu tiên năm 1941.